# Keijo!!!!!!!!
Keijo!!!!!!!! (яп. 競女!!!!!!!! Кэйдзё) — манга, написанная Даити Сораёми. В Японии манга публикуется в журнале Kadokawa Shoten издательства Shogakukan. На апрель 2017 года насчитывается восемнадцать вышедших томов. В период с октября по декабрь 2016 года транслировалась аниме-адаптация манги, созданная студией Xebec. Режиссёром выступил Хидэя Такахаси.

## Сюжет
Кэйдзё — новый женский вид спорта, правила которого: вытолкнуть соперницу с острова в бассейне, касаясь её только грудью и ягодицами. Восемнадцатилетняя Нодзоми Каминаси (имя напоминает поговорку «на бога надейся, а сам не плошай») поступает в тренировочную школу «Сэтоути» вместе со старой подругой Саякой и обнаруживает, что их вместе с ещё двумя девушками заселили в комнату №309, которую прозвали пустой из-за того, что её жильцы быстро покидают школу. Героиням предстоит показать себя и пробиться в прибыльный мир профессионального кэйдзё.

## Персонажи
Нодзоми Каминаси (яп. 神無 のぞみ Каминаси Нодзоми) — главная героиня, девушка из бедной семьи. Мечтает заработать миллионы, став игроком кэйдзё.
Сэйю: Линн
Саяка Мията (яп. 宮田 さやか Мията Саяка) — первая подруга и соперница Каминаси. До кэйдзё занималась дзюдо, была надеждой Японии на золотую медаль на Олимпийских играх. У Саяки комплексы из-за размера груди, над которым часто подшучивает Нодзоми.
Сэйю: Мао Итимити
Кадзанэ Аоба (яп. 青葉 風音 Аоба Кадзанэ) — ученица тренировочной школы кэйдзё «Сэтоути», бывший жилец комнаты № 309. В настоящее время является членом элитного класса.
Сэйю: Каэдэ Хондо
Нон Тоёгути (яп. 豊口 のん Тоёгути Нон) — ученица тренировочной школы кэйдзё «Сэтоути», бывший жилец комнаты № 309, где ее соседками были Кадзанэ, Саяка и Нодзоми. В настоящее время является членом элитного класса.
Сэйю: Саори Оониси
Ханаби Кавай  (яп. 河合 花火 Кавай Ханаби) — одна из лучших учениц элитного класса тренировочной школы кэйдзё «Сэтоути».
Сэйю: Рэна Маэда
Мио Кусакаи (яп. 日下生 美桜 Кусакаи Мио) — одна из лучших учениц элитного класса. Проявляет нездоровый интерес к другим девушкам, в частности к Нодзоми.
Сэйю: Хибику Ямамура
Нагиса Удзибэ (яп. 氏部 凪 Удзибэ Нагиса) — преподаватель тренировочной школы кэйдзё «Сэтоути».
Сэйю: Мабуки Андо

## Аниме
| № серии | Название                                                                                              | Трансляция в Японии |
| ------- | --- | ------------------- |
| 1       | Setouchi Keijo Training School!!!! «Setouchi Keijo Yōsei Gakkō!!!!» (瀬戸内競女養成学校!!!!)          | 6 октября 2016      |
| 2       | The Hip Toss Brings Us Together!!!! «Danketsu no Hippu Tosu!!!!» (団結のヒップトス!!!!)               | 13 октября 2016     |
| 3       | Vacuum Butt Cannon!!!! «Shinkū Rekketsu!!!!» (真空烈尻（しんくうれっけつ）!!!!)                       | 20 октября 2016     |
| 4       | The Battle for the Fastest Butt!!!! «Saisoku Kettei-sen!!!!» (最速尻定戦（さいそくけつていせん）!!!!) | 27 октября 2016     |
| 5       | Full-Auto Cerberus!!!! «Jidō geigeki (furuōto) keruberosu!!!!» (自動迎撃（フルオート）ケルベロス!!!!) | 3 ноября 2016       |
| 6       | Alluring Kyoto Trip!!!! «Miwaku no Kyōto gasshuku!!!!» (魅惑の京都合宿!!!!)                           | 10 ноября 2016      |
| 7       | Where the Turnips Lead!!!! «Kabu no michibiku saki!!!!» (カブの導く先!!!!)                            | 17 ноября 2016      |
| 8       | The Dramatic East-West War!!!! «Haran hisshi no tōzai-sen!!!!» (波乱必至の東西戦!!!!)                 | 24 ноября 2016      |
| 9       | Ruler of the Jungle Gym!!!! «Jangurujimu no hasha!!!!» (ジャングルジムの覇者!!!!)                     | 1 декабря 2016      |
| 10      | The Second East-West War Race!!!! «Tōzai-sen dai ni rēsu!!!!» (東西戦第二レース!!!!)                  | 8 декабря 2016      |
| 11      | The Castle of the Final Match!!!! «Kessen no shiro!!!!» (決戦の城!!!!)                                | 15 декабря 2016     |
| 12      | The Heated Battle's Rear-End!!!! «Nessen Shūketsu!!!!» (熱戦終尻(しゅうけつ)!!!!)                     | 22 декабря 2016     |